# 曼努埃尔·比德里奥
曼努埃尔·比德里奥（西班牙語：Manuel Vidrio，1972年8月23日—），墨西哥男子足球运动员，司职后卫。他曾代表墨西哥国家队参加2002年国际足联世界杯，结果队伍止步十六强赛。